# Iván Vorobiov (judoka)
Iván Petróvich Vorobiov –en ruso, Иван Петрович Воробьёв– (16 de julio de 1988) es un deportista ruso que compitió en judo.
Ganó una medalla de bronce en el Campeonato Mundial de Judo de 2013 y una medalla de bronce en el Campeonato Europeo de Judo por Equipo Mixto de 2018.

## Palmarés internacional
| Campeonato Mundial                  | Campeonato Mundial      | Campeonato Mundial | Campeonato Mundial |
| Año                                 | Lugar                   | Medalla            | Categoría          |
| ----------------------------------- | ----------------------- | ------------------ | ------------------ |
| 2013                                | Río de Janeiro (Brasil) | Medalla de bronce  | –81 kg             |
| Campeonato Europeo por Equipo Mixto |                         |                    |                    |
| Año                                 | Lugar                   | Medalla            | Categoría          |
| 2018                                | Ekaterimburgo (Rusia)   | Medalla de bronce  | Equipo mixto       |